# Марселіс Петро Гаврилович
Марселіс Петро Гаврилович (дан. Peter Marselis, рос. Марселис Пётр Гаврилович, 1595 або 1602 — 1672,  Московія) — данський  купець, засновник і власник одних з перших в Московії металургійних заводів. Був співзасновником першого і засновником другого в Московії металургійних заводів з доменним виробництвом.            
Батько Петра Марселіса, Гаврило Марселіс, був гамбурзьким купцем, переїхав у Московію при Борисі Годунові і разом з Ісаком Аменом заснував у Москві торговельну контору. За царя Михайла Федоровича вони сприяли великим прибуткам у московську скарбницю і знанням мов допомагали московським послам у Європі. 
Петро Марселіс приїхав у Москву 1629 року. 1632 року він допоміг фінансами нідерландському купцю А. Вініусу у будівництві під Тулою першого в Московії вододійного залізоробного заводу. У 1639 - 1647 роках був компаньйоном А. Вініуса у роботі заводу. 
У 1642 - 1643 роках був відправлений у Данію для сватання данського принца Вальдемара на дочці московського царя Михайла Федоровича. 
1644 року отримав дозвіл на будівництво заводів на півночі Московії, на річках Шексні, Костромі і Вазі. 1648 року отримав монополію на залізоробний промисел, витіснивши з цього бізнесу А. Вініуса.  1648 року на річці Вазі ним було побудовано другий металургійний завод у Московії. 
1665 року отримав жалувану грамоту на розробку мідяних руд на півночі Московії. 
Його сини Леонтій і Христиан також займалися бізнесом в Московії. Леонтій Марселіс продовжив справу з будівництва залізоробних заводів у Московії, запровадив першу в ній вільну пошту у Ригу й Вільно і володів нею у 1668 - 1676 роках. Христиан Марселіс будував чавуноливарні заводи з 1678 року в кількох місцевостях Московії. 